# Dahlia Wasfi
Dahlia Wasfi (née en 1971) est une médecin et militante pour la paix irako-américaine.

## Jeunesse et Éducation
Née en 1971 à New York d'une mère juive américaine et d'un père irakien musulman, le Dr Wasfi a passé une partie de son enfance vivant en Irak sous Saddam Hussein. Elle est revenue aux États-Unis à 5 ans, a obtenu son B.A. en biologie du Swarthmore College en 1993 et son diplôme de médecine de l'Université de Pennsylvanie en 1997.

## Militantisme
Une partie de l'allocution du Dr Wasfi donnée au Caucus progressiste du Congrès le 27 avril 2006:

« Je vous parle aujourd'hui au nom de la famille du côté de ma mère - des Juifs ashkénazes qui ont fui leur Autriche natale durant l'Anschluss d'Hitler. Il est pour eux que nous disons 'Plus jamais'. Je vous parle aujourd'hui au nom de la famille du côté de mon père, qui ne vivent pas, mais meurent, sous l'occupation de l'incursion meurtrière de cette administration en Irak. De l'absence de sécurité au manque d'approvisionnements de base au manque d'électricité au manque d'eau potable au manque d'emplois à l'absence de reconstruction à l'absence de vie, liberté et la recherche du bonheur, ils sont aujourd'hui dans une situation bien pire qu'avant notre invasion. 'Plus jamais' devrait s'appliquer à eux, aussi. »